# Patria AMV
Patria AMV (Armoured Modular Vehicle) – fiński wielozadaniowy kołowy wóz bojowy opracowany przez przedsiębiorstwo Patria. Modułowa konstrukcja pojazdu pozwala na montaż różnorodnego uzbrojenia i wyposażenia na wspólnym podwoziu, dzięki czemu Patria AMV może być produkowana w wielu odmianach, m.in. jako transporter opancerzony, bojowy wóz piechoty, wóz łączności, wóz ewakuacji medycznej, wóz zabezpieczenia technicznego lub platforma samobieżnego moździerza.
XC-360 wszedł na uzbrojenie armii Finlandii w 2006 roku, uzbrojony w zdalnie sterowane stanowisko strzeleckie Kongsberg Protech Protector. Zamówiono tylko 62 pojazdy, przeznaczone dla brygady Pori. Transporter nosi tam oznaczenie XA-360. Oprócz tego armia Finlandii używa moździerzy samobieżnych AMOS na podwoziu AMV.
W 2005 roku opracowano także krótszą (o ok. 60 cm), sześciokołową wersję transportera AMV 6×6, która po raz pierwszy została zaprezentowana we wrześniu 2005 roku na salonie MSPO w Polsce.

## Użytkownicy
Pojazd w różnych odmianach został zamówiony przez siły zbrojne:
- Chorwacji (126 sztuk),
- Finlandii (86 sztuk, jako XA 360),
- Polski (863 sztuki w różnych wersjach, produkowane na licencji jako Rosomak[3]),
- Republiki Południowej Afryki (264 sztuki, jako Badger),
- Słowenii (30 sztuk, jako SKOV Svarun),
- Szwecji (113 sztuk),
- Zjednoczonych Emiratów Arabskich (55 sztuk)[4].

Lockheed Martin oferuje wersję AMV oznaczoną Havoc w konkursie na następcę wozów LAV-25 z US Marine Corps.